# Jos Bekkers
Josephus Antonius Maria (Jos) Bekkers (Amsterdam, 8 februari 1892 - Langenstein Zwieberge, 21 januari 1945) was een Nederlands architect.
Hij was een zoon en leerling van Peter Bekkers.
Na zijn opleiding in Amsterdam werkte hij voor het architectenbureau van zijn vader. Peter Bekkers overleed in 1918, terwijl er nog aan zijn Sint-Bavogesticht in Noordwijkerhout werd gewerkt. Dit complex werd vervolgens door Jos Bekkers voltooid. Het Bavogesticht werd gebouwd in opdracht van de Broeders van Liefde en Bekkers werd de huisarchitect voor deze congregatie en was verantwoordelijk voor het ontwerp van diverse gebouwen en complexen in het land. Hij werkte tevens voor de Zusters van Liefde. 
In de Tweede Wereldoorlog weigerde Bekkers lid te worden van de Nederlandsche Kultuurkamer. Hij werd in 1944 door de Duitsers gearresteerd en weggevoerd naar concentratiekamp Oranienburg en vandaar naar Buchenwald en Langenstein Zwieberge bij Halberstadt, waar hij in januari 1945 om het leven kwam. 

## Lijst van bouwwerken
- De lijst is niet compleet

| Bouw      | Naam                                                     | Plaats                 | Bijzonderheden                      | Afbeelding |
| --------- | -------------------------------------------------------- | ---------------------- | ----------------------------------- | ---------- |
| 1914      | Bavokerk, op terrein psychiatrische instelling Sint-Bavo | Noordwijkerhout        |                                     |            |
| 1924      | Vredeskerk                                               | Amsterdam              |                                     |            |
| 1926      | Kapel Sancta Maria                                       | Noordwijkerhout        |                                     |            |
| 1926      | Bejaardentehuis Koningshoeve                             | Edam                   |                                     |            |
| 1929      | Maria Magdalenakerk                                      | Wormer                 | Transept en koor bij bestaande kerk |            |
| 1929      | Jacobus de Meerderekerk                                  | Zwaagdijk-West         |                                     |            |
| 1930-1931 | OLV van Altijddurende Bijstandkerk                       | Eindhoven              | Afgebroken 1995                     |            |
| 1932      | OLV van Altijddurende Bijstandkerk                       | Santpoort              |                                     |            |
| 1933      | Martinuskerk                                             | Zwaag                  |                                     |            |
| 1934      | Kapel Sint-Nicolaasinternaat                             | Nijmegen               |                                     |            |
| 1935      | Coornhertschool                                          | M. Tinxgracht 14, Edam |                                     |            |
| 1936      | Klooster Sint Paschalis                                  | Oostrum                |                                     |            |
| 1938      | Coudewater, klooster en kapel                            | Rosmalen               |                                     |            |

## Bron
- T. van Els, Sint-Paschalis, bron van inspiratie in woord en beeld" ISBN 978-90-902542-65

1. ↑  RKD - Jos Bekkers. Gearchiveerd op 23 juli 2021.
2. 1 2  Monumenten in Nederland. Noord-Holland · Edam. DBNL (2006). Gearchiveerd op 28 maart 2019. Geraadpleegd op 28 March 2019.

- Biografisch Portaal: 43816582
- RKD-Nederlands Instituut voor Kunstgeschiedenis: 6083
- Union List of Artist Names: 500102846
- Virtual International Authority File: 96445017